# Nakamichi (Yamanashi)
Pour les articles homonymes, voir Nakamichi.
Nakamichi (中道町, Nakamichi-machi) est un ancien bourg de la préfecture de Yamanashi, ayant existé jusqu'au 1er mars 2006, date de son intégration dans la ville de Kōfu en même temps qu'une partie du village de Kamikuishiki (ja). Il faisait partie du district de Higashiyatsushiro.

## Géographie

### Topographie et hydrographie

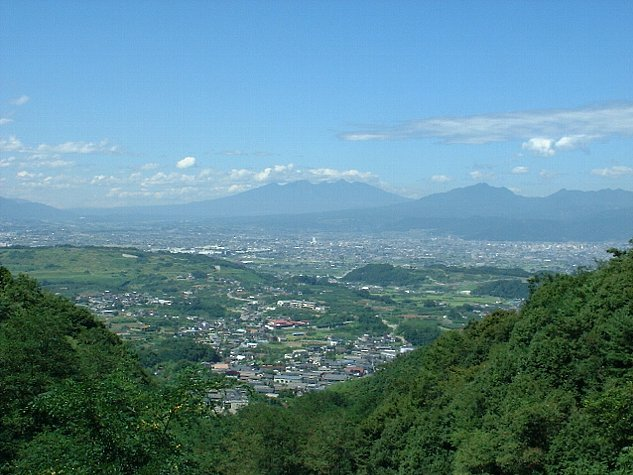
Nakamichi vu depuis le col d'Ubaguchi.

Située à l'extrémité sud-est du bassin de Kōfu (ja) (甲府盆地), Nakamichi est la porte d'entrée sud vers Kōfu. De forme longue et étroite, le bourg est traversé du nord au sud par la route nationale 358. La partie nord est une plaine fluviale sur la rive gauche de la rivière Fuefuki (笛吹川). La rivière Takido (滝戸川), qui rejoint la Fuefuki, coule au centre de la ville. Au sud, les collines de Sone se poursuivent depuis les monts Misaka (ja) (御坂山地), avec de petites collines rondes à l'avant. La partie sud fait partie des monts Misaka,. La municipalité occupe une superficie de 21,02 kilomètres carrés.

### Villes limitrophes

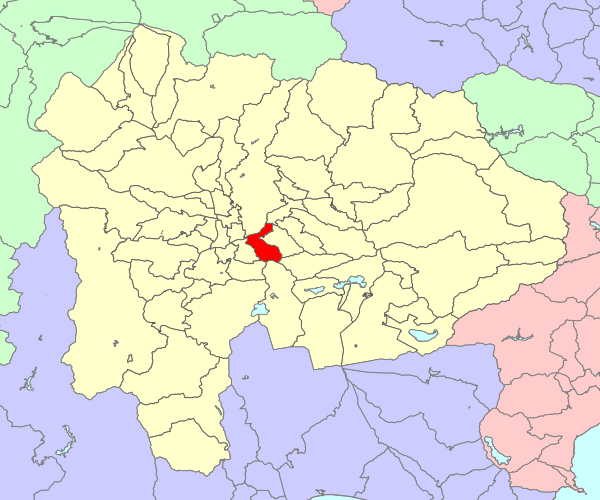
Localisation de Nakamichi dans la préfecture de Yamanashi (tracés territoriaux du 1er mars 2003).

Entités territoriales limitrophes à la date de la fusion du 1er mars 2006,. À sa création le 31 mars 1955, Nakamichi est entouré à partir de l'ouest, dans le sens horaire, du village de Toyotomi (豊富村), du même district de Higashiyatsushiro, par un quadripoint, du village de Tamaho (玉穂町), du district de Nakakoma, de la ville de Kōfu (甲府市), des villages de Fujimi (ja) (富士見村), Sakaigawa (境川村) et Ashigawa (芦川村), du même district de Higashiyatsushiro, et du village de Kamikuishiki (ja) (上九一色村) et du bourg de Mitama (三珠町), tous deux du district de Nishiyatsushiro. Le 1er avril 1959, Fujimi est absorbé par le bourg d'Isawa (石和町), qui devient voisin de Nakamichi. Le 12 octobre 2004, Isawa, Sakaigawa et quatre autres municipalités fusionnent pour former la ville de Fuefuki (笛吹市). Le 1er octobre 2005, Mitama fusionne avec les bourgs d'Ichikawadaimon (市川大門町) et de Rokugō (六郷町) pour former le bourg d'Ichikawamisato (市川三郷町). Le 20 février 2006, Toyotomi, Tamaho et le bourg de Tatomi (田富町) fusionnent pour former la ville de Chūō (中央市).

## Histoire

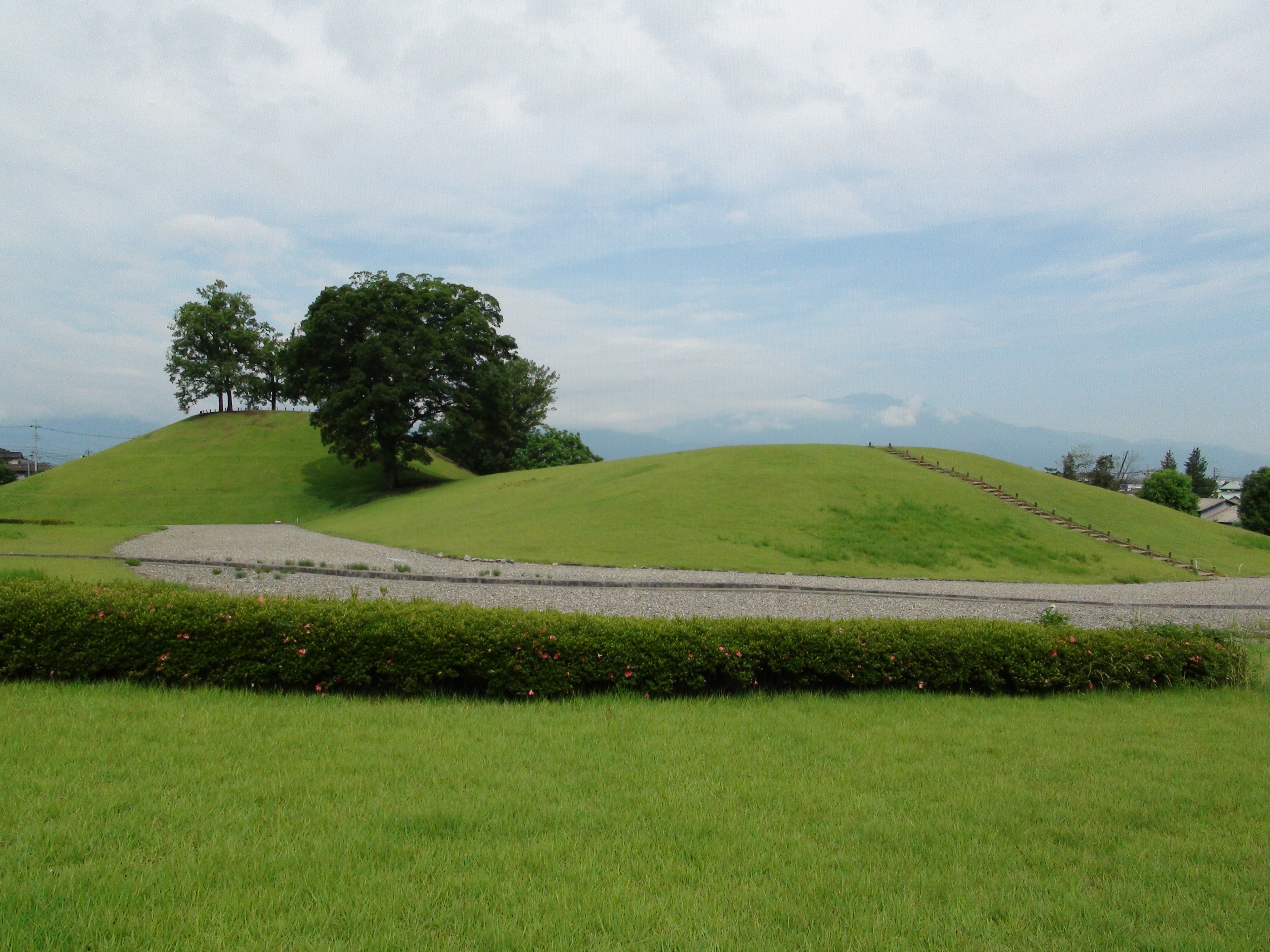
Kofun à Nakamichi.

Les collines de Sone (ja) (曽根丘陵) se sont formées à l'époque du Pléistocène, avec une épaisse couche de limon dans la partie supérieure, et de nombreux sites archéologiques allant du Paléolithique à la période Kofun se trouve à Nakamichi. Un premier exemple est le site archéologique de Tateishi (ja) (立石遺跡), où des vestiges paléolithiques ont été mis au jour. On trouve également des sites des périodes Jōmon et Yayoi, tels que le site d'Uenohara (上野原遺跡) à Ubaguchi, où se trouve un village de la période Jōmon moyenne (3 520 à 2 470 av. J.-C.), et le site d'Uenodaira (上の平遺跡) à Shimomukōyama (下向山). Les sites de la période Yayoi comprennent les sites de Shōbuike (菖蒲池遺跡), Miyanoue (宮ノ上遺跡), Higashiyamakita (東山北遺跡) et Tateishi au sommet du mont Yonekura (米倉山), et le complexe de tombes du site d'Uenodaira est considéré comme un lieu de sépulture commun pour les quatre sites-ci.
Au cours de la période Kofun (300-538), la culture des tumuli du Tōkai s'est développée dans les collines de Sone sur la route de Nakamichi (ja) (中道往還), et on y trouve entre autres le kofun de Kobirasawa (ja) (小平沢古墳), un des plus vieux du bassin de Kōfu et le seul de type Zenpō-kōhō-fun (ja) (前方後方墳), en forme de trou de serrure carré, le kofun d'Ōmurayama (ja) (大丸山古墳), de type Zenpō-kōen-fun (ja) (前方後円墳), en forme de trou de serrure, et celui de Kai-Chōshizuka (ja) (甲斐銚子塚古墳), les deux plus grands de la région, ou encore le kofun de Maruyama (丸山塚古墳) ; on pense que ces kofun ont servi de base pour la Royauté de Yamato, établie dans la région du Kinai, pour exercer leur pouvoir sur les régions de l'Est. Après Chōshizuka, le pouvoir des guerriers sur la route de Nakamichi perd de l'importance et la construction de kofun commence dans diverses parties du bassin, déplaçant finalement le cœur de l'ancienne province de Kai vers la partie orientale du bassin. Des clans importants ont cependant probablement vécu dans la région de Nakamichi de la fin de la période Kofun jusqu'au Moyen Âge.
Sous le système Ritsuryō, l'actuel Nakamichi fait partie du canton de Shirai (白井郷), dans le comté de Yatsushiro (ja) (八代郡). On pense que l'actuel quartier Shirai (ja) (白井) de Nakamichi (plus tard Kōfu) est une relique du canton de Shirai, à la frontière des comtés de Yatsushiro et de Yamanashi (ja), qui étaient des régions centrales de Kai dans l'Antiquité. À la fin de la période Heian (794-1185), le clan Gen de Kai (ja) (甲斐源氏, Kai Gen-ji) s'installe dans la région à travers le bassin de Kōfu, tandis que le clan Sone (ja) (曽根氏), le clan Mukōyama (ja) (向山氏) et d'autres clans sont également présents dans la région de l'actuel Nakamichi.
Depuis l'Antiquité, la route de Nakamichi (Nakamichi Ōkan) est la voie de circulation la plus courte entre les provinces de Kai et de Suruga. Du Moyen Âge au début de la période moderne, des temples tels que l'Enraku-ji (ja) (円楽寺), qui est devenu un lieu de pèlerinage médiéval, et le Ryūge-in (ja) (龍華院), sont construits et deviennent la base du shugendō dans la province de Kai. Le Nakamichi Ōkan est également une route d'importance militaire et, pendant la période Sengoku (1477-1573), sert de base d'invasion par le clan Imagawa (今川氏) lorsque Takeda Nobutsuna (ja) (武田 信縄) et son frère Aburakawa Nobuyoshi (ja) (油川 信恵) s'affrontent au sein du clan Takeda. Nobuyoshi, soutenu par le clan Imagawa, résiste depuis le château de Katsuyama (ja) (勝山城) à Kamisone (ja) (上曽根), sur la route de Nakamichi. Lors de la guerre Tenshō-Jingo (ja) (天正壬午の乱), qui a éclaté sur le territoire laissé par la chute de la famille Takeda, Tokugawa Ieyasu se sert du château de Katsuyama comme point d'appui.
Après la construction de la route de Kawauchi (le Sunshū Ōkan (ja)) et de la route de Wakahiko (ja) (若彦路), l'importance de la route de Nakamichi diminue et, à l'époque moderne, en plus de la culture du riz et du blé, la sériciculture, la culture du coton et d'autres cultures de base font l'économie de la région. Le bourg moderne de Nakamichi est créé le 31 mars 1955 par la fusion des villages d'Ubaguchi (ja) (右左口村) et Kashiwa (ja) (柏村),. Le nom « Nakamichi » signifie « route du centre » et vient de l'ancienne route interprovinciale. Le symbole municipal et le drapeau sont adoptés le 14 septembre 1963. Le système d'aqueduc d'Ubaguchi ouvre le 2 octobre 1965. À l'époque moderne, Nakamichi subit un déclin après l'ouverture de la ligne Minobu, mais des efforts sont faits pour sauver l'économie, avec notamment la culture fruitière et l'élevage porcin. Avec l'ouverture de la route préfectorale 113 (ja) en 1964, de la route à péage Kōfu-Shōjiko (en) (甲府精進湖有料道路) en 1970 et de l'échangeur de Kōfu-sud (ja) (甲府南インターチェンジ) en 1982, l'infrastructure de transport est améliorée et des entreprises et des parcs industriels alimentaires font leur apparition à Nakamichi. En 1982, le musée préfectoral d'archéologie de Yamanashi y est ouvert. Le 1er mars 2006, avec la partie nord du village de Kamikuishiki (ja) (上九一色村), Nakamichi est intégré à la ville de Kōfu et disparaît le même jour.

## Éducation
On y trouve l'école primaire de Nakamichi-nord (中道北小学校) et de Nakamichi-sud (中道南小学校), en plus du collège Tekinan (ja) (甲府市立笛南中学校).

## Transports
Nakamichi est traversé par les routes nationales 140 (ja) et 358 (ja) et les routes préfectorales 29 (ja) et 113.

## Culture et patrimoine
- Parc des collines de Sone (ja) (曽根丘陵公園)
  - Musée d'archéologie de la préfecture de Yamanashi (山梨県立考古博物館)
  - Kofun de Kai-Chōshizuka (ja) (甲斐銚子塚古墳)
  - Kofun d'Ōmurayama (ja) (大丸山古墳)

## Personnes notables
- Hōdai Yamazaki (山崎 方代, Yamazaki Hōdai?, 1914-1985), poète, né à Ubaguchi.